# Балашов, Николай Иванович
Никола́й Ива́нович Балашо́в (13 июля 1919, Херсон — 25 ноября 2006, Москва) — советский и российский литературовед, доктор филологических наук, специалист по романо-германским литературам и языкам, по русской и другим славянским культурам, профессор, академик РАН. В круг его научных интересов входили вопросы сравнительного литературоведения, текстологии и семиотики, а также связь литературы с пространственными искусствами.

## Биография
Н. И. Балашов родился в Херсоне. В 1920 году семья переехала в Одессу. Там же в 1936 году Н. И. Балашов с отличием окончил среднюю школу, где изучил немецкий, французский и украинский языки. С 1936 по 1941 год был студентом романо-германского отделения филологического факультета Московского института философии, литературы и истории (МИФЛИ), который также окончил с отличием. Изучал французскую и итальянскую литературу Средних веков и Возрождения, французскую поэзию с середины XIX века, а также иностранные языки — латынь, итальянский, английский, старофранцузский, польский, совершенствовал знания немецкого и французского языков. С 1939 года занимался изучением проблем связи литературы с изобразительным искусством. В 1940 году Н. И. Балашову была присуждена персональная стипендия имени В. В. Маяковского. Защитив дипломную работу на тему «Узловые моменты развития французской живописи XIX века», в 1941 году получил квалификацию научного работника в области западных литератур и языков, преподавателя вуза, а также звание учителя средней школы.
В 1942—1945 годах учился в аспирантуре, где занимался изучением основ древнегреческого языка под руководством члена-корреспондента Академии наук СССР С. И. Соболевского. С 1944 года был исполняющим обязанности доцента, а с 1945 года — доцентом кафедры всеобщей литературы Московского городского педагогического института (МГПИ имени В. П. Потемкина). В 1944—1946 годы работал старшим инспектором по гуманитарным наукам отдела научно-исследовательской работы Всесоюзного комитета по делам высшей школы (с 1946 года — Министерство высшего образования СССР). В 1945 году получил учёную степень кандидата филологических наук за диссертацию «Эволюция творчества Рембо». В 1952—1955 годах читал курс испанской литературы на факультете иностранных языков МГПИ. В этот период испанистика и испано-русские литературные связи становятся второй — после литературы Франции — специализацией Н. И. Балашова.
С 1955 года занимался преимущественно научной работой. С 1957 года был заведующим сектором литератур социалистических стран Европы, с 1976 года — заведующий отделом зарубежных литератур XX века Института мировой литературы АН СССР (ИМЛИ), где проработал до 1990 года. В 1975 году защитил докторскую диссертацию «Сравнительно-литературный и текстологический аспекты испанской классической драмы».
Н. И. Балашов скончался 25 ноября 2006 года. Похоронен в Москве на Троекуровском кладбище.

## Научная деятельность
Основным направлением научной работы Н. И. Балашова являлась разработка концепции «История всемирной литературы». Он принял непосредственное участие в подготовке третьего тома этого издания, а также изданий «История французской литературы» и «История немецкой литературы». Кроме того, занимался исследованием проблем сравнительного литературоведения и семиотики. C 1957 года входил в состав редколлегии журнала «Известия РАН. Серия литературы и языка». В 1959—1977 годы организовал группу сравнительно-литературных коллективных трудов по проблемам венгерско-русских, румыно-русских, чешско-русских литературных связей, издания которых осуществлялись на соответствующих языках в Москве, Будапеште, Бухаресте, Праге. В 1977 году вышла обобщающая эти исследования работа под названием «Общее и особенное в литературах социалистических стран Европы». С 1959 года Н. И. Балашов являлся членом Советского комитета славистов (с 1991 года — Национальный комитет славистов Российской Федерации). В 1960-е —1980-е годы занимался исследованием французского символизма и подготовил ряд новаторских изданий французских поэтов-символистов. В газете «Свидетельство» («Témoignage»), издающейся в Реюньоне, впервые за культурную историю острова издана русская литературоведческая работа Н. И. Балашова во французском переводе Б. Гамалея о поэте Леконте де Лиле — уроженце Реюньона. В 1962—1976 годы входил в состав редколлегии издания «История немецкой литературы».
С 1964 года был членом редколлегии серии «Литературные памятники», с 1990 года — заместителем председателя редколлегии, а с 2002 года — председателем. В 1967 году в серии вышла первая книга стихов французских поэтов XIX—XX веков «Гийом Аполлинер. Стихи», позднее принял участие в подготовке для этой серии книг Ш. Бодлера (1970), П. Элюара (1971), Ж. М. Эредиа (1973), Б. Сандрара (1974), А. Рембо (1982).
Н. И. Балашов регулярно принимал участие в работе различных научных конференций, съездов, ассоциаций. Так, в 1958 году он участвовал в работе IV Международного съезда славистов, проходившем в Москве, где выступил с докладом о русско-испанских литературных связях и принял участие в полемике о Ф. М. Достоевском. В 1959 году совершил научную командировку в Варшаву на юбилейную сессию Польской академии наук, посвященную 150-летию поэта Юлиуша Словацкого, в ходе которой выступил с докладом, подготовленным в соавторстве с Я. В. Станюкович, на тему «Проблемы творчества Ю. Словацкого начала 1840-х годах». Доклад был отмечен юбилейной медалью имени Юлиуша Словацкого. В 1959—1960 годы предпринял научные командировки в Венгрию и Румынию для изучения литературных связей с Россией. В 1960—1978 годы участвовал в разработке совместно с Венгерской академией наук труда по проблемам литературы эпохи Возрождения. В 1963 году принял участие в V Международном съезде славистов, проходившем в Болгарии. Там он выступил с докладом «Ренессансная проблематика испанской драмы XVII в. на восточнославянские темы». В 1964 году совершил поездку с целью изучения архитектурных пропорций памятников Древней Греции, Константинополя, Древнего Египта. В 1967 году в Москве принимал участие в работе Международной ассоциации по сравнительному литературоведению (МАСЛ). В том же году участвовал в V конгрессе МАСЛ, прошедшем в Югославии, где выступил с докладом «Славянская тематика у Кальдерона и проблема Ренессанс-Барокко в испанской литературе». В 1968 году выступил с докладом «Система испано-славянских связей и вопросы сравнительного литературоведения» на VI Международном съезде славистов в Чехословакии.

## Основные работы
Книги
- Испанская классическая драма в сравнительно-литературном и текстологическом аспектах. М., 1975;
- Слово в защиту авторства Шекспира. М., 1998.

Статьи
- Эстетика Канта // История немецкой литературы. Т. 2, М., 1963;
- Фр. Шлегель и иенские романтики. Гейдельбергские романтики [и др. главы] // История немецкой литературы. Т. 3, М., 1966;
- Данте и Возрождение // Данте и всемирная литература, М., 1967;
- К критике новейших тенденций в литературоведческом структурализме // Контекст. 1973, М., 1974;
- Понятие диахронии контекста // Современные проблемы литературоведения и языкознания, М., 1974;
- О специфической народности как основе единства ренессансной культуры // Контекст. 1976, М., 1977.
- «Литература Ренессанса в свете советских и венгерских исследований» (1978)